# Wielbłąd (Szczytna)

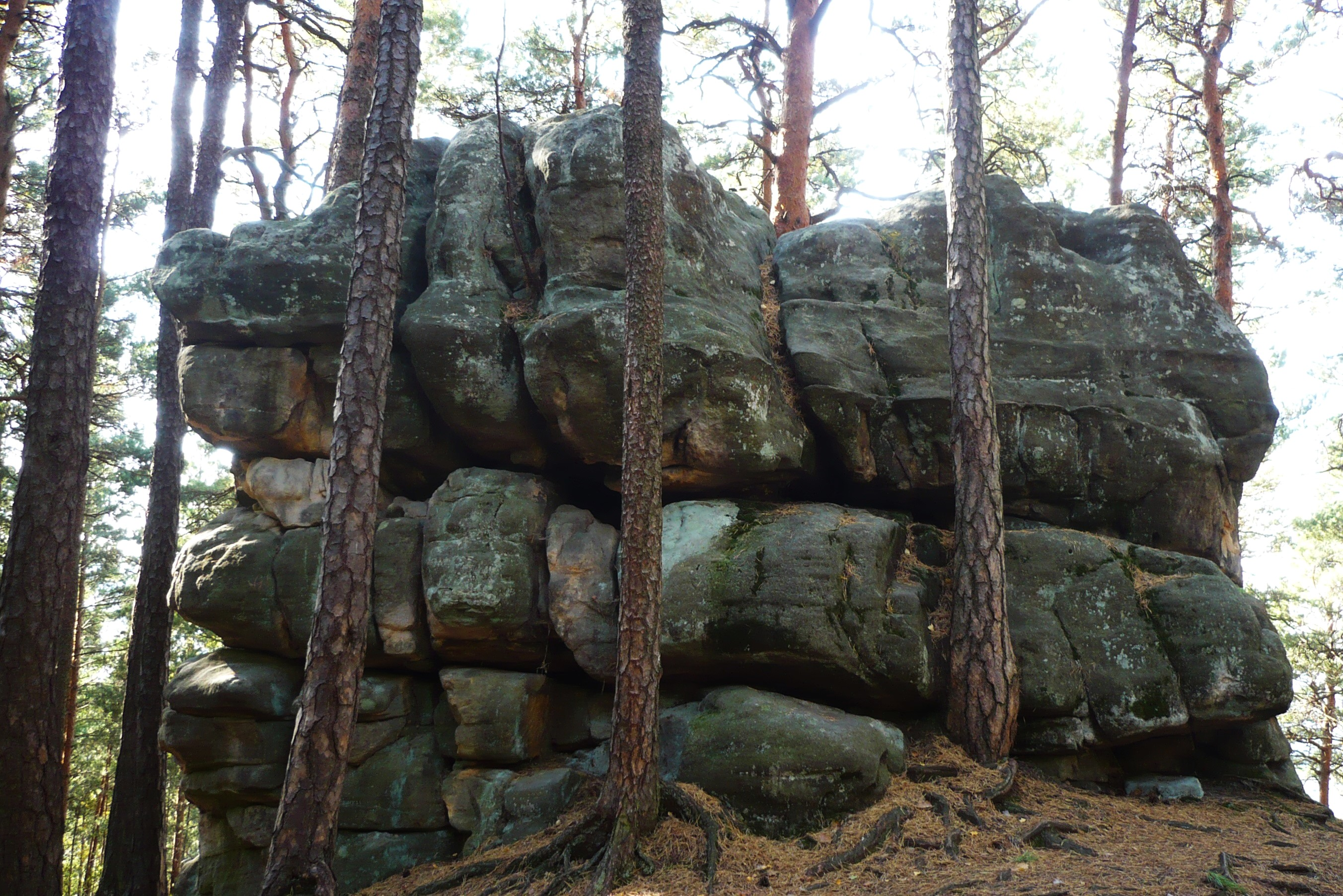
Wielbłąd

Wielbłąd – skała w południowo-zachodniej Polsce, w Górach Stołowych, w Sudetach.
Skała należy do grupy piaskowcowych Orlich Skał (niem. Adlerstein) położonych na południowej krawędzi Szczytnika na wysokości 560 m n.p.m. na południowy wschód od Zamku Leśna nad doliną potoku Bystrzyca Dusznicka.